# Miroslav Filip
Miroslav Filip (27 d'octubre de 1928 – 27 d'abril de 2009) fou un jugador d'escacs txec, que ostentà el títol de Gran Mestre. Obtingué el títol de Mestre Internacional el 1953, i el de GM el 1955.

## Resultats destacats en competició

### Candidat al campionat del món
El 1955 Filip fou setè a l'Interzonal de Göteborg, i es va classificar així pel Torneig de Candidats que se celebraria a Amsterdam l'any següent. El 1956 participà en el Torneig de Candidats d'Amsterdam, per determinar l'aspirant al títol al Campionat del món de 1957, on hi acabà en 8a posició.
El 1962 Filip fou cinquè (de 23 participants) a l'Interzonal d'Estocolm. Això el va classificar pel torneig de Candidats de Curaçao, on hi empatà a la darrera plaça de vuit jugadors. (vegeu Campionat del món de 1963).

### Tres cops campió de Txecoslovàquia
Filip va guanyar tres cops el Campionat de Txecoslovàquia: el 1950 a Gottwaldov, el 1952 a Tatranska Lomnica, i el 1954 a Praga.

### Altres resultats
D'entre els seus torneigs destacats en destaquen un primer lloc a Praga 1956 i segons a Marienbad 1960, Buenos Aires 1961 i Berna 1975. A començaments dels 1980 Filip es va retirar dels escacs professionals, però es va mantenir actiu com a periodista d'escacs.

### Participació en competicions per equips
Va participar en el Campionat d'Europa d'escacs per equips dos cops: el 1970 hi va guanyar una medalla d'or individual per la millor puntuació, i el 1977 una medalla de bronze per la tercera millor puntuació. Va representar Txecoslovàquia en dotze olimpíades d'escacs consecutives, entre Hèlsinki 1952 i Niça 1974, jugant-hi 194 partides, amb uns resultats globals de (+62 =104 –28).

## Partides notables
La partida Mikhaïl Tal vs Miroslav Filip és una de les més famoses de Filip. Filip jugava amb negres contra el GM letó i excampió del món Mikhaïl Tal al Torneig de Candidats de Curaçao de 1962, part del cicle del Campionat del món de 1963.
Tal–Filip, Torneig de Candidats (ronda 12), Curaçao 1962; defensa siciliana (ECO B43) 
1.e4 c5 2.Cf3 e6 3.d4 cxd4 4.Cxd4 a6 5.Cc3 Dc7 6.f4 b5 7.a3 Ab7 8.Df3 Cf6 9.Ad3 Ac5 10.Cb3 Ae7 11.0-0 0-0 12.Ad2 d6 13.g4 d5 14.e5 Cfd7 15.Dh3 g6 16.Cd4 Cc6 17.Cce2 Cxd4 18.Cxd4 Cc5 19.b4 Ce4 20.Ae3 Tfe8 21.Tae1 Af8 22.Cf3 a5 23.f5 exf5 24.gxf5 Txe5 25.fxg6 hxg6 26.Cxe5 Dxe5 27.c3 axb4 28.Ad4 Ac8 29.Dg2 Dh5 30.Axe4 dxe4 31.Dxe4 Dg5+ 32.Rh1 Ae6 33.Ae5 Td8 34.h4 Dh5 35.Df4 Td3 36.Af6 Dd5+ 37.Rg1 bxc3 38.Te4 Ac5+ 39.Rh2 Da2+ 0–1

## Mort
Miroslav Filip va morir als 80 anys a Praga el 27 d'abril de 2009.